# 黄色いレモン
「黄色いレモン」（きいろいレモン）は、1966年に発表された楽曲。橋本淳作詞、筒美京平作曲。筒美の作曲家デビュー作でもある。
1966年8月に藤浩一、9月に望月浩のシングル曲として発売され、その後は泉健二、ザ・チャレンジャーズ、リトル・パティ、ガス・バッカス、ドン・ホーらによる競作盤が相次いで発売された。

## 概要
1966年、渡辺プロダクション社長の渡辺晋は、青春歌謡アイドルとして人気が出てきた望月浩をさらに売り込むため、作曲家でTVディレクターのすぎやまこういちに、フジテレビ系音楽番組『ザ・ヒットパレード』へのレギュラー出演を依頼する。すぎやまは望月にただ番組に出演するだけでなく、番組内でオリジナル曲を歌わせたいと考え、楽曲制作の準備を始めた。
同時期、すぎやまのアシスタントを務めながら作詞の仕事をしていた橋本淳は、大学の後輩で、日本グラモフォンの洋楽ディレクターをしていた渡辺栄吉（後の筒美京平）と共に楽曲「黄色いレモン」を制作。その曲を聞いたすぎやまは、作品の出来の良さに、望月の新曲は自作曲の作品ではなく、「黄色いレモン」を採用することを決定した。
また当時すぎやまの弟子だった藤浩一にも「黄色いレモン」を歌わせることが決定、競作という形で発売されることとなった。
なお、制作当時日本グラモフォン（現・ユニバーサル ミュージック ジャパン）の社員だった渡辺（筒美）が、本名で他社（望月が所属していた東芝音楽工業〈現・ユニバーサル ミュージック ジャパン〉）の仕事をするのは問題があったため、クレジットは「作曲：すぎやまこういち」として発売されている。

## 収録曲

### 藤浩一盤
1966年8月15日、ポリドールレコード/日本グラモフォン（SDR-1229）。
1. 黄色いレモン
2. 涙のナイト・トレイン
両曲とも、作詞：橋本淳　/ 作曲・編曲：すぎやまこういち（筒美京平）

### 望月浩盤
1966年9月5日、東芝レコード/東芝音楽工業（TP-1332）。
1. 黄色いレモン
2. あなたのおもかげ
両曲とも、作詞：橋本淳　/ 作曲・編曲：すぎやまこういち（筒美京平）

### 泉健二盤
1966年11月25日、ビクターレコード/日本ビクター（SV-504）。
1. バラのため息
  - 作詞：高崎一郎　/ 作曲：鈴木邦彦　/ 編曲：川口真
2. 黄色いレモン
  - 作詞：橋本淳　/ 作曲：すぎやまこういち（筒美京平）　/ 編曲：川口真

### ザ・チャレンジャーズ盤
1966年11月1日、ロンドンレコード/キングレコード（TOP-1086）。インストゥルメンタル。
1. 涙をふたりで（CRYING TOGETHER）
  - 作曲：吉田矢健治　/ 編曲：記載なし
2. 黄色いレモン（YELLOW LEMON）
  - 作曲：すぎやまこういち（筒美京平）　/ 編曲：記載なし

### リトル・パティ盤
1966年11月5日、オデオンレコード/東芝音楽工業（OR-1615）。
1. 小さな恋人（CHISANA KOIBITO）
  - 作詞：岩谷時子　/ 作曲：弾厚作　/ 編曲：記載なし
2. 黄色いレモン（YELLOW LEMON）
  - 作詞：橋本淳　/ 作曲：すぎやまこういち（筒美京平）　/ 編曲：記載なし

### ガス・バッカス盤
1966年12月1日、ポリドールレコード/日本グラモフォン（DP-1507）。
1. 黄色いレモン（英語）（FOR I SMILE 'CAUSE I THINK OF YOU）
  - 作詞：Gus Backus　/ 作曲：すぎやまこういち（筒美京平）　/ 編曲：記載なし
2. 黄色いレモン（日本語）
  - 作詞：橋本淳　/ 作曲：すぎやまこういち（筒美京平）　/ 編曲：記載なし

### ドン・ホー盤
1967年8月5日、ビクター・ワールド・グループ/日本ビクター（JET-1765）。
1. 黄色いレモン（ALL THAT'S LEFT IS THE LEMON TREE）
  - 作詞：George David　/ 作曲：すぎやまこういち（筒美京平）　/ 編曲：記載なし
2. ドゥー・アイ・ラブ・ユー（DO I LOVE YOU?）
  - 作詞：Leon Pober　/ 作曲：Leon Pober /　編曲：記載なし

## 収録アルバム
黄色いレモン
- 筒美京平ウルトラ・ベスト・トラックス ポリグラム・GS&GUYS編 （藤浩一）
- 筒美京平 GOLDEN HITSTORY また逢う日まで （藤浩一）
- 真夜中のボサ・ノバ 橋本淳＆筒美京平 ゴールデン・アルバム 〜Around 1969〜 （藤浩一）
- 橋本淳 作品集〜長い髪の少女〜 （望月浩）
- ロッテ歌のアルバム [東芝EMI編] （望月浩）
- 筒美京平ウルトラ・ベスト・トラックス 東芝EMI編　GS&RARITIES （望月浩）
- 筒美京平作品集 GOLDEN HITSTORY あなたを・もっと・知りたくて （望月浩）
- 筒美京平 ULTRA BEST TRACKS 60's RARE TRACKS （泉健二）
- 筒美京平 ULTRA BEST TRACKS 東芝EMI編 GIRLIE 70's （リトル・パティ）

## カバー
黄色いレモン
- あいざき進也（1976年） - アルバム『青春物語』収録。